# Biokovsko Selo
Biokovsko Selo je naselje u općini Zagvozd, u Splitsko-dalmatinskoj županiji.

## Zemljopis
Naselje se nalazi sjeverozapadno od Župe Srednje, u blizini autoceste A1.

## Stanovništvo
Naselje pod imenom Biokovsko Selo iskazuje se od 1948. Podaci i odgovarajuća objašnjenja za prethodne popise odnose se na pripadajuće dijelove naselja. Od 1857. do 1880., 1921. i 1931. dio podataka sadržan je u naselju Krstatice, a dio podataka od 1857. do 1931. u naselju Župa. Od 1857. do 1931. te od 1981. sadrži podatke za bivše naselje Gornja Župa koje je 1948. iskazano kao naselje. 
| broj stanovnika | 235   |       | 258   | 325   | 392   | 454   |       |       | 777   | 770   | 748   | 671   | 323   | 164   | 99    | 55    | 41    |
|                 | 1857. | 1869. | 1880. | 1890. | 1900. | 1910. | 1921. | 1931. | 1948. | 1953. | 1961. | 1971. | 1981. | 1991. | 2001. | 2011. | 2021. |